# Opuntia sulphurea
Opuntia sulphurea ist eine Pflanzenart in der Gattung der Opuntien (Opuntia) aus der Familie der Kakteengewächse (Cactaceae). Das Artepitheton sulphurea stammt aus dem Lateinischen, bedeutet ‚schwefelgelb‘ und verweist auf die Farbe der Blüten der Art.

## Beschreibung
Opuntia sulphurea wächst strauchig mit mehreren ausgebreiteten Zweigen und bildet Gruppen mit Wuchshöhen von bis zu 30 Zentimeter sowie Durchmessern von 1 bis 2 Metern. Die grünen, oft etwas purpurfarben überhauchten, länglichen bis verkehrt eiförmigen Triebabschnitte sind stark gehöckert und fallen leicht ab. Sie sind 12 bis 25 Zentimetern lang. Die darauf befindlichen konischen Blattrudimente sind bis zu 2 Millimeter lang. Die kleinen weißen Areolen stehen auf den Höckern der Triebabschnitte. Ihre  Glochiden sind gelblich rot. Die zwei bis acht ausgebreiteten, steifen, dicken, geraden bis leicht gebogenen und gelegentlich verdrehten Dornen sind bräunlich bis rot.
Die gelben Blüten erreichen eine Länge von bis zu 4 Zentimeter. Die Früchte sind bis zu 1 Zentimeter lang.

## Verbreitung, Systematik und Gefährdung
Opuntia sulphurea ist im Norden Argentiniens, in Bolivien und in Paraguay bis in Höhenlagen von 3500 Metern verbreitet.
Die Erstbeschreibung wurde 1834 von Joseph zu Salm-Reifferscheidt-Dyck veröffentlicht. Ein nomenklatorisches Synonym ist Platyopuntia sulphurea (G.Don ex Loudon) F.Ritter (1980, unkorrekter Name, ICBN-Artikel 11.4).
In der Roten Liste gefährdeter Arten der IUCN wird die Art als „Least Concern (LC)“, d. h. als nicht gefährdet geführt. Die Entwicklung der Populationen wird als stabil angesehen.

## Nachweise